# Henndorfer Kreis

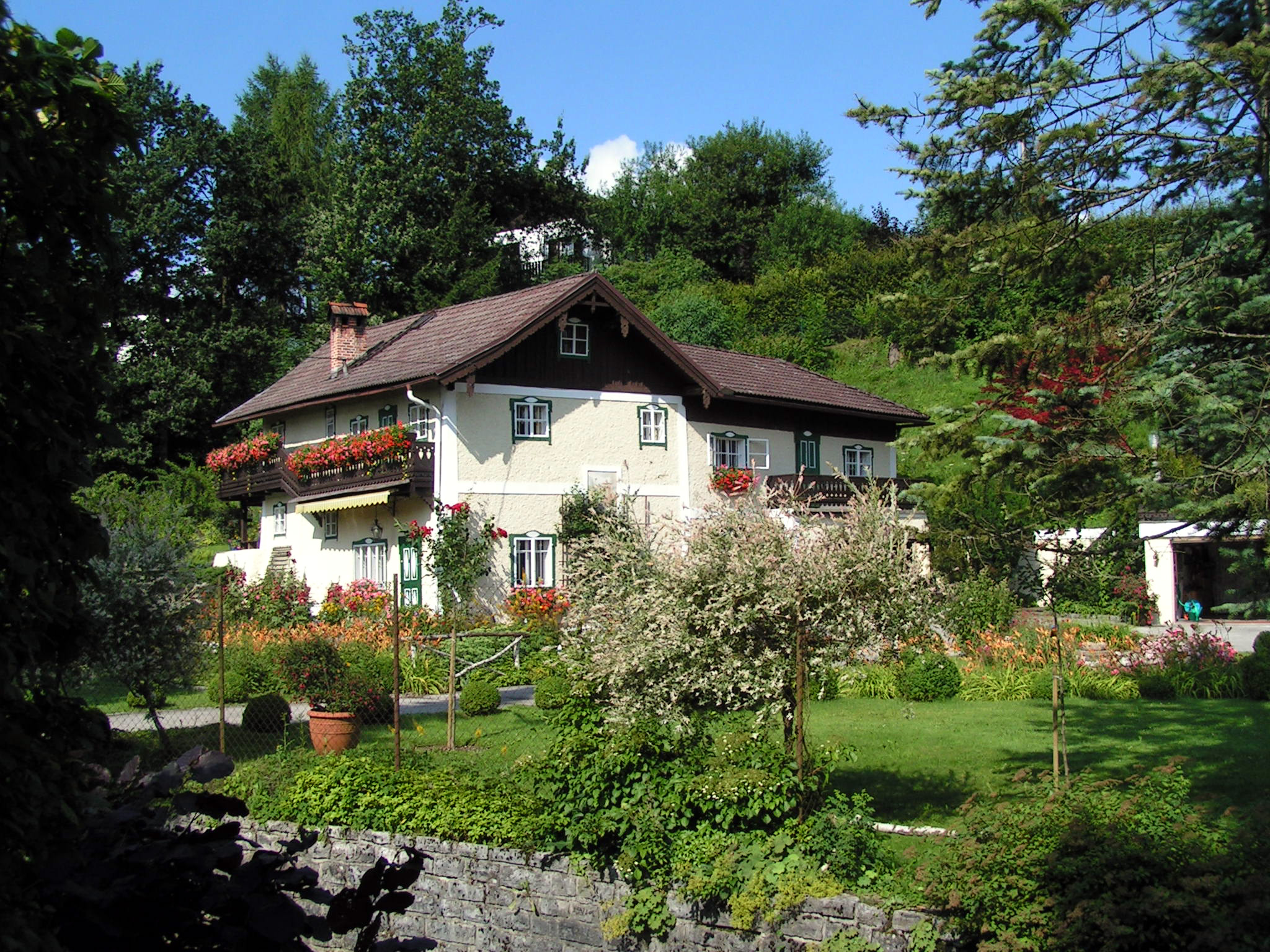
Landhaus Wiesmühl (2004)

Der Henndorfer Kreis war eine lockere literarische Vereinigung um den deutschen Schriftsteller Carl Zuckmayer. Den Namen erhielt er nach seinem Zentrum Henndorf am Wallersee nahe Salzburg in Österreich.

## Mitglieder des Henndorfer Kreises
Mitglieder des Henndorfer Kreises waren unter anderem:
- Richard Billinger
- Franz Theodor Csokor
- Johannes Freumbichler
- Jakob Haringer
- Franz Horch
- Ödön von Horváth
- Alfred Ibach
- Emil Jannings
- Albrecht Joseph
- Werner Krauß
- Alexander Lernet-Holenia
- Richard Mayr
- Max Reinhardt
- Hans Schiebelhuth
- Stefan Zweig

## Geschichte des Henndorfer Kreises
1926 erwarb Zuckmayer das Landhaus „Wiesmühl“ in Henndorf und nutzte es als Sommerfrische, während er beruflich in Berlin verankert blieb. Schon in dieser Zeit trafen sich hier zahlreiche bedeutende Persönlichkeiten der deutschsprachigen Literatur- und Theaterszene. Einige Künstler lebten und arbeiteten auch längere Zeit bei Familie Zuckmayer. Zunächst standen das Arbeiten unter Gleichgesinnten in der Wiesmühl und die niedrigen Lebenshaltungskosten dort für die Kunstschaffenden im Mittelpunkt; später jedoch rückte die Flucht vor der nationalsozialistischen Diktatur in den Vordergrund.
Nicht alle Mitglieder des Kreises waren jedoch auf die Unterstützung Zuckmayers angewiesen; viele finanziell bessergestellte Künstler hatten eigene Anwesen im Raum Salzburg.
Als Zuckmayer nach der nationalsozialistischen „Machtergreifung“ 1933 in Deutschland das Arbeiten kaum noch möglich war, wurde die geliebte Wiesmühl immer mehr zu seinem Lebensmittelpunkt, ehe er nach dem „Anschluss“ Österreichs 1938 mit seiner Familie ebenfalls über die Schweiz in die Vereinigten Staaten emigrieren musste. Damit endete auch der Henndorfer Kreis.
Auffallend ist, dass der Kreis trotz Zuckmayers antimilitaristischer Haltung und seiner Vertreibung durch die Nationalsozialisten neben Nazi-Gegnern wie Franz Theodor Csokor, Stefan Zweig und Ödön von Horváth auch sog. Kollaborateure umfasste, z. B. Emil Jannings, Werner Krauß und Richard Billinger, die ebenfalls Zuckmayers Gastfreundschaft genossen.